# Snina
 Ovo je glavno značenje pojma Snina. Za druga značenja pogledajte Okrug Snina.
Snina (mađ. Szinna, rusinski Снина) je grad u Prešovskom kraju u istočnoj Slovačkoj. Upravno središte Okrugu Snina.

## Zemljopis
Grad se nalazi na nadmorskoj visini od 216 metara i prostire se na površini od 58,61 km².
U blizini grada nalazi se Nacionalni park Poloniny.

## Povijest
Najstariji pisani zapisi datiraju iz 1343. godine, Snina je tada bila oppidum (mali grad). Godine 1598. napravljen je prvi popis kuća i grad ih je tada imao 75. Između 1570. i 1630. Snina je bila sjedište regije i upravljala je okolnim selima. Godine 1646. Snina se zvala "Szinna Varossa" a kasnije "Civitas Szinna". Prema popisu stanovništva iz 1785. grad je imao 195 kuća i 1430 stanovnika.
Vladari grada od 1321. do 1684. bila je obitelj Drugeth, koja je došla iz talijanskog grada Salerna blizu Napulja. Kasnije vlasnik grada je postala Terézia van Dernáthová, koja je bila unuka od Žigmunda II. Drugetha. Nakon njezine smrti 1799., njezinih pet sinova sve nekretnine su prodali Jozefu Rhollu trgovcu iz pokrajine Gemer.
Tradicionalno sajmovanje u Snini obavlja se od 1839. godine četiri puta godišnje, a pomoglo je gradu u razvoju trgovine i obrtništva. Tijekom pada trgovine željezom i čelikom 1873. stanovnici Snine i okolice počeli su napuštati svoje domove i emigritati u SAD, Kanadu i Zapadnu Europu.
Poslije Drugog svjetskog rata grad se počeo razvijati.
Najveći broj stanova i obiteljskih kuća izgrađen je od 1975. do 1990. za obitelji raseljene iz sedam sela zbog građenja umjetnog jezera Starina.

## Stanovništvo
| Godina:     | 1993.  | 2003.   | 2013.   | 2023.    |
| ----------- | ------ | ------- | ------- | -------- |
| Broj ljudi: | 20 275 | 21 390  | 20 496  | 18 101   |
| Razlika:    |        | +5,49 % | -4,17 % | -11,68 % |

| Godina:     | 2022.  | 2023.   |
| ----------- | ------ | ------- |
| Broj ljudi: | 18 208 | 18 101  |
| Razlika:    |        | -0,58 % |

Po popisu stanivništva iz 2001. godine grad je imao 21.235 stanovnika.
- Slovaci 86,78 %
- Rusini 5,84 %
- Ukrajinci 2,51 %
- Romi 1,86 %
- Ukrajinci 0,58 %

Prema vjeroispovijesti najviše je rimokatolika 56,03 %, grkokatolika 19,21 %, pravoslavci 13,59 %, ateista 5,90 % i luterana 0,30 %.

## Vanjske poveznice
- Službena stranica grada (sl.)

### Ostali projekti
|  | Zajednički poslužitelj ima još gradiva o temi Snina |